# Microgoes
Microgoes is een kevergeslacht uit de familie van de boktorren (Cerambycidae). De wetenschappelijke naam van het geslacht werd voor het eerst geldig gepubliceerd in 1913 door Casey.

## Soorten
Microgoes is monotypisch en omvat slechts de volgende soort:
- Microgoes oculatus (LeConte, 1862)